# Синя книжечка
«Синя книжечка» — дебютна збірка новел українського письменника Василя Стефаника, яка вийшла друком в 1899-му році в Чернівцях.
Збірка включнна до переліку ста найкращих українських літературних творів за версією українського ПЕНу.

## Сюжет
- Синя книжечка
- Виводили з села
- Стратився
- В корчмі
- Лесева фамілія
- Мамин синок
- Майстер
- Побожна
- Катруся
- Ангел
- Сама саміська
- Осінь
- Шкода
- Новина
- Портрет

## Рецепція
Загалом, ранюю новелістику Стефаника інтерпретували в двох ключах. Перший із них — народницький — трактував його як «маляра страшної економічної нужди». Цього погляду дотримувалися Софія Русова та Богдан Лепкий.
Однак значно переконливішим був Іван Франко, який зазначав, що «ті трагедії й драми, які малює Стефаник, мають небагато спільного з економічною нужною; се трагедії душі, конфлікти і драми, що можуть mutatis mutandis повторитися в душі кождого чоловіка». В іншому огляді Франко зазначає, що Стефаник «ніде не скаже зайвого слова; з делікатністю, гідної всякої похвали, він знає, де зупинитися, яку деталь висунути на ясне сонячне світло, а яку лишити в тіні». На його думку, Стефаник вміє бути і реалістом, і чистим ліриком, що й робить його «правдивим артистом з Божої ласки».

## Видання
- Сина книжечка. Образки Василя Стефаника. Чернівці. Накладом друкарні товариства „Рускої Ради". 1899. Ст. 132.
- Синя книжечка: образки / В. Стефаник. — (Друге виданнє). — Київ: Накладом вид-ва ”Відродженє”, 1914. — 56 с.
- Синя книжечка. Новели. — Львів, «Каменяр», 1969 — 61 с.